# أمبريكورت
أمبريكورت (بالفرنسية: Ambricourt)‏ هي بلدية تقع في إقليم باد كاليه من منطقة نور با دو كاليه في شمال فرنسا. تبلغ مساحة هذه المدينة 3.39 (كم²)، وترتفع عن سطح البحر 124 م، يبلغ عدد سكانها 125 نسمة حسب إحصاء المعهد الوطني للإحصاء والدراسات الاقتصادية سنة 2009 م. وترأس André Nourry البلدية خلال فترة (2008-2014).